# Tallington
Tallington est une paroisse civile et un village du Lincolnshire, en Angleterre.